# Lacorzanilla
Lacorzanilla es una localidad del concejo de Berantevilla, que está situado en el municipio de Berantevilla, en la provincia de Álava. 

## Historia
Aparece descrita en el décimo volumen del Diccionario geográfico-estadístico-histórico de España y sus posesiones de Ultramar de Pascual Madoz de la siguiente manera:

LACORZANILLA: barrio en la prov. de Alava, part. jud. de Añana, ayunt. y térm. de Berantevilla: tiene una ermita.
(Madoz, 1847, p. 15)

En 2022, tenía empadronados cuatro habitantes.

## Demografía
| Gráfica de evolución demográfica de Lacorzanilla entre 2000 y 2017 |
|                                                                    |
| Población de derecho según los censos de población del INE.        |

## Cultura

### Patrimonio material
Santuario o Ermita de la Virgen de Lacorzanilla.

### Patrimonio inmaterial
Romería que se celebra el fin de semana más próximo al 24 de Septiembre, día de las Mercedes.